# El Silbón
El Silbón es un espectro del folclore de Colombia y Venezuela, cuya leyenda es originaria de Los Llanos, específicamente del Estado Portuguesa.
Es el alma en pena de un joven que asesinó a su padre. Enojado por tal crimen, su abuelo ordenó que lo azotaran, pero no tuvo el corazón para matarlo. En su lugar, lo maldijo a cargar eternamente los huesos de su padre.
Desde entonces, condenado por su acción, el joven vaga por los Llanos llevando los huesos en un saco, mientras lanza tétricos silbidos que recorren todas las notas musicales, lo que le da su nombre: El Silbón.
La leyenda del Silbón se originó a mediados del siglo xix y forma parte del imaginario popular de los llanos venezolanos y colombianos, donde aún se dice que su silbido anuncia la muerte o la presencia de un alma errante.

## La leyenda del Silbón
Según la leyenda, en vida era un joven terco, caprichoso, maleducado y consentido al extremo, desde  pequeño lo tenían acostumbrado a ser complacido con todo. Él se la pasaba de cantina en cantina desperdiciando su vida con el alcohol. Le apodaban el Silbón porque eso era lo que mejor sabía hacer: "Silbar", pero una noche, se enojo por lo que vio que le habían servido en la mesa, ya que le dijo a su madre que quería asaduras de ciervo para cenar. Luego él se levantó se fue de su casa furioso hacia la cantina para calmar su ira, por lo que la mujer le pidió a su esposo que fuera al bosque para cazar un ciervo para su hijo. Acto seguido, sin embargo, el pobre hombre no pudo lograr cazar nada con éxito.
Después de beber alcohol, el Silbón de regreso a casa se encontró con su frustrado padre quien trató de explicarle porque no había podido cazar el ciervo que él quería, sin oír razones y en medio de su borrachera golpeo brutalmente a su padre y cuando cayó al suelo con el rifle de cacería le disparó constantemente hasta matarlo ahí mismo y luego con el cuchillo de caza de su padre le sacó las tripas sin remordimiento alguno, y finalmente las empacó en la tela de la camisa y se las llevó a casa.  
Tras este hecho, le llevó las tripas a su madre, la cual al ver las últimas, sospechó un poco, así que le preguntó varias cosas y hasta que la madre se dio cuenta de que estaba cocinando las tripas de su marido. La Mujer entró en pánico y comenzó a gritar pidiendo auxilio y de castigo su abuelo lo mando a que lo ataran a un poste en el medio del campo, a destruirle la espalda a violentos latigazos, para que luego sus heridas fueran lavadas con agua ardiente y sábila, y al liberarlo lo pusieran junto a dos perros hambrientos y rabiosos. Después de haberlo torturado, su abuelo lo condeno a vagar siendo perseguido por los perros llamados "Perros Tureco" o "Perros del Diablo" y según la leyenda los perros lo perseguirán hasta el fin de los tiempos. Antes de liberarlo su abuelo lo maldijo y condenó a portar los huesos de su padre por toda la eternidad, diciendo: 

Maldito eres y maldito serás para el resto de la eternidad hasta que Dios tenga piedad de tu alma

Después de ser condenado fue a donde estaba el cadáver de su padre, el cual los animales silvestres se habían encargado de limpiar. Para luego en un saco sucio comenzar a meter los huesos de su padre, después se echó el saco al hombro y terminó llevándoselos con él , seguido de cerca por los perros turecos para convertirse en una leyenda.
Según los que supuestamente lo han visto pasearse por el llano venezolano o colombiano lo describen como un hombre adulto delgado que llega a medir 6 metros de altura, que viste ropa desgastada, lleva un sombrero enorme en su cabeza y lleva cargado un saco lleno de huesos, que se pasea por los llanos y entre las copas de los árboles mientras emite sus escalofriante silbido. 
Se pasea por el llano matando a personas mujeriegas y borrachas para beberse su sangre alcoholizada directo de sus ombligos. Se dice que su silbido suena como la melodía del "Do, re, mi, fa, sol, la, si, do" pero de una forma espeluznante que suena en un sombrío y fantasmal eco. Hay veces en las que se sienta frente a las casas para contar con detenimiento los huesos de su saco uno a uno, si las personas de esa casa lo escuchan no pasa nada si es que no hay borrachos o mujeriegos entre ellos, pero si no lo escuchan cuando pasa eso, al otro día habrá velorio en la casa. Se dice que cuando el silbido es grueso es porque va por un hombre pero cuando el silbido es suave es que va por una mujer.
La mejor forma de evitarlo es llevando un látigo, un ají picante o llevando un perro doméstico, estas tres cosas lo espanta, además de que no se debe ser mujeriego o ir borracho por los llanos venezolanos durante la noche.
Salió a la luz gracias a un obrero de La Portuguesa llamado Rafael. Se dice que "Cuando su silbido se escucha cerca es porque está lejos, así que no hay peligro, pero cuando se escucha lejos, ahí si es mejor tener cuidado por parte de los viajeros que caminen solos por los llanos en altas horas de la noche, porque significa que el Silbón esta cerca".
Y así va el Silbón por los llanos solitarios acompañado por los perros turecos, los cuales lo perseguirán desatando muerte y desgracia por donde vayan a sus desafortunadas víctimas hasta la consumación de los tiempos.
En Colombia, sobre los llanos orientales del país, se dice que el Silbón, también conocido el Silbador, fue un hombre mujeriego y parrandero que murió en soledad. Por esa razón, cuando se topa con alguien, silba para atraer gente y obtener compañía. Su silbido es hondo y largo que suele penetrar los oídos e infunde frío. En otras versiones, el Silbón aparece ante los jinetes para que les permitiera subir a sus caballos. No obstante, otros dicen que suele perseguir a las mujeres embarazadas, y tiene la capacidad de predecir la muerte de una persona. Si alguien escucha el silbido agudo, pronostica la muerte de una mujer. En cambio, si suena grave pronostica la muerte de un hombre. En todo caso, esa persona, sea hombre o mujer, generalmente es alguien conocido por parte de quien ha escuchado el silbido.